# Високий (зупинний пункт)
Високий — зупинний пункт Південної залізниці на дільниці Харків — Мерефа, розташований у смт Високий Харківського району Харківської області. Створений у 1908 році. Належить до Харківської дирекції залізничних перевезень Південної залізниці.
Перша назва платформи — Високий. Трохи згодом вона перетворилась на роз'їзд. У 1928 році було перенесено її на інше місце, збудовано нову станцію Жовтнева та вокзальну будівлю. Перед війною Жовтнева класифікувалась як блокпост. До середини 1970-х років вважалась станцією. Сучасна назва з 2016 року.
Зупинний пункт розміщений між зупинними пунктами Науковий (2 км) та Зелений Гай (2 км). Найближча станція — Покотилівка (5 км) До станції Харків-Пасажирський — 15 км, до станції Мерефа — 10 км.
Зупиняються лише потяги приміського сполучення у напрямку Харкова, Мерефи, Лозової, Змієва та Краснограда

## Історія
Зупинний пункт було створено у 1908 році як платформу «Високий», що розташувалась поміж сучасним зупинним пунктом Жовтнева та зупинним пунктом Науковий.
Крім того, за 450 м у бік станції Мерефа від нинішньої платформи Жовтнева існувала платформа «Коритінська» (кінця жовтня 1909 року — «Зелений Гай».
Виникнення платформи Високий було викликано заснуванням службовцями Курсько-Харково-Севастопольської та Харково-Миколаївської залізниць селища Високий у 1903 році поблизу залізниці.
У 1918 році на атласі платформа Високий показана як «роз'їзд Високий»
У жовтні 1928 року за ініціативи Височанської селищної ради було збудовано і відкрито нову залізничну станцію «Жовтнева» до чергової річниці Жовтневого перевороту 1917 року. Першу черлину нового залізничного вокзалу було закладено у жовтні 1928 року комсомольцями І. М. Усанем та О. П. Сіреноком. Вокзальну будівлю було збудовано на кошти мешканців селища Високий.
На станції було збудовано вокзальну будівлю, два дерев'яні павільйони, два перони, бетонна огорожа. Були влаштовані й службові кімнати для персоналу станції. Для вантажних операцій було збудовано тупик, а також паливний склад для продажу вугілля, дров, гасу і склад будівельних матеріалів. Будівля вокзалу була облицьована такими ж кахлями, що й Управління Південних залізниць у м. Харкові. На вокзалі цілодобово був відкритий теплий зал очікування для пасажирів, а також працював буфет та кіоск «Союздруку» з продажу преси.
Після будівництва нового вокзалу старі плафтформи «Високий» та «Коритінська» того ж 1928 року було ліквідовано. У На початку 1930-х років за 2 км від станції відкрито нову платформу Зелений Гай
Перед початком німецько-радянської війни 1941—1945 років станція Жовтнева була блок постом. В останнє Жовтнева показана станцією в атласі залізниць 1948 року. Після цього вона була віднесена до категорії зупинних пунктів, і з 1961 року в довідниках класифікується як зупинний пункт.
У 1957 році Жовтнева була електрифікований постійним струмом під час електрифікації лінії Харків — Мерефа та розпочалось курсування приміських електропоїздів
Нині зупинний пункт приписано до станції Покотилівка.

## Станційні споруди
Зупинний пункт обладнано 2-ма високими платформами. Має станційну будівлю та павільйон для пасажирів, квиткові каси на приміські електропоїзди.
Поблизу платформи з боку станції Мерефа переїзд через колії для автотранспорту.

## Інциденти
У травні 2013 року поблизу залізничної платформи Жовтнева та переїзду потяг «Сімферополь — Москва» насмерть збив дівчину, яка слухала музику в навушниках.